# Pesah

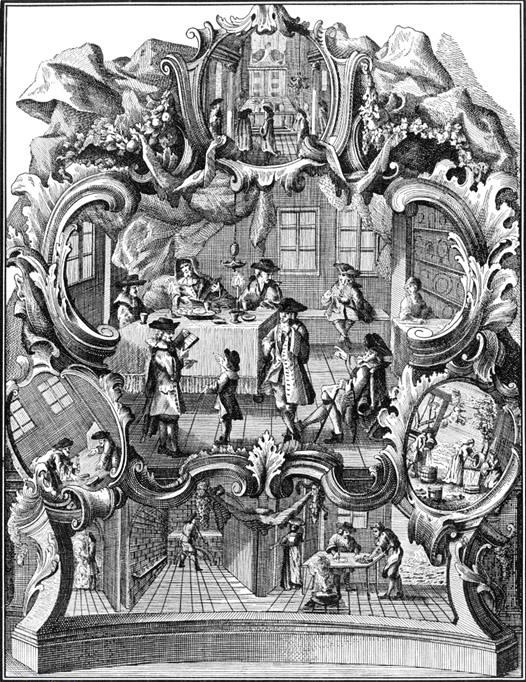
Pesah
reproducere după Enciclopedia iudaică

Pesaḥ sau Pesach, (în ebraică פֶּסַח, Pesaḥ, Paștile ebraic), este sărbătoarea religioasă a poporului evreu și a iudaismului care simbolizează eliberarea din robia egipteană și ieșirea din Egipt a fiilor lui Israel conduși de Moise și, cei 40 de ani de peregrinare prin deșert. Este o sărbătoare fixă din calendarul religios ebraic, care se desfășoară anual în perioada 15-21 a lunii nisan, lună ce marca în antichitate începutul anului ecleziastic ebraic. În timpul acestei sărbători nu se consumă pâine și nici produse dospite.

## Originea sărbătorii
Termenul „Pesaḥ” apare în Tora.
„Domnul le-a vorbit lui Moise și lui Aaron în țara Egiptului și le-a zis să le spună celor din neamul lui Israel să sacrifice un miel :
și, cu sângele lui, și să ungă amândoi ușorii ușii și pragul de sus al caselor unde îl vor mînca.”
Dumnezeu anunță poporul lui Israel, în țara robiei, Egiptul, că îl va elibera, spunând:
"Cînd îl veți mânca, să aveți mijlocul încins, încălțămintele în picioare, și toiagul în mînă; și să-l mâncați în grabă; căci sînt Paștele Domnului.
În noaptea aceea, Eu voi trece prin țara Egiptului, și voi lovi pe toți întâii-născuți din țara Egiptului, dela oameni până la dobitoace; și voi face judecată împotriva tuturor zeilor Egiptului; Eu, Domnul.”
Cuvântul Pesaḥ provine dupa tradiție de la verbul ebraic "pasah" cu înțelesul de „a trece peste, a sări peste” . De la acesta își ia origine termenul arameic-siriac "Paskha" din care derivă cuvântul grecesc πάσχα Paskha, adica Paști sau Paște, și cuvântul "pască", utilizat în prezent în limba română pentru pâinea azimă fără nimic dospit sau fermentat, care se mănâncă în această sărbătoare, numită, de aceea și Hag haMațot, adica Sărbătoarea Azimilor . În limba engleză Pesah se traduce literal  prin Passoverde la "pass over" (a trece peste),

## Cadența pentru Pesach în Calendarul Gregorian
Conform cu calendarul ebraic:
- Și conform poruncii lui Dumnezeu Hag Mețot (Sărbătoarea Azimilor) cade în luna Nisan denumită în Tora "Aviv" (Spic) între 15–21 a lunii.

Conform cu cadența datelor pe calendarul gregorian pentru diaspora evreiască:
- (15 Nisan, 5780): 2020 - Miercuri, 8–16 aprilie, Marți seara la asfințit
- (15 Nisan, 5781): 2021 - Duminică, 27 Martie–4 aprilie, Sâmbătă seara la Hafdalah
- (15 Nisan, 5782): 2022 - Vineri, 15–23 aprilie, Joi seara la asfințit
- (15 Nisan, 5783): 2023 - Miercuri, 5–13 aprilie, Marți seara la asfințit
- (15 Nisan, 5784): 2024 - Luni, 22–30 aprilie, Duminică seara la asfințit
- (15 Nisan, 5785): 2025 - Sâmbătă, 12–20 aprilie, Vineri seara la asfințit
- (15 Nisan, 5786): 2026 - Miercuri, 1–9 aprilie, Marți seara la asfințit
- (15 Nisan, 5787): 2027 - Miercuri, 21–29 aprilie, Marți seara la asfințit
- (15 Nisan, 5788): 2028 - Luni, 10–18 aprilie, Marți seara la asfințit

Pesach (în ebraică: פֶּסַח, în greacă: πάσχα; Paște Ebraic, Sărbătoare Azimilor) Sărbătoarea Ieșirea sau Exodul din Egipt.

## Meditații
După ce măturăm aluatul dospit numit chameț, și ne-am pregătit pentru al întâmpina pe Mesia, acum suntem chemați să mâncăm din paști numite mețot în casele noastre.
Accentul Festivalului Paști este sacrificiul Paștilor (în ebraică: Corban Pesach), cunoscut și sub numele de mielul pascal, mâncat în timpul ordinii la masă numită Seder din noaptea de 14-15 Nisan. Fiecare familie suficient de mare pentru a consuma complet un miel tânăr sau un ied de capră sălbatică a fost obligată să ofere un sacrificiu la Templul din Ierusalim în după-amiaza celei de-a 14-a zi a lunii Nisan (Numbers 9:11), și să-l mănânce în noaptea aceasta, care este a 15-a din Nisan (Exodul 12:6). Dacă familia era prea mică pentru a termina să mănânce întreaga ofertă într-o singură ședință, a fost făcută ofertă pentru un grup de familii. Jertfa nu poate fi oferită cu nimic dospit (Exodul 23:18) și trebuie să fie prăjită, fără ca capul, picioarele sau organele sale interioare să fie eliminate (Exodul 12:9) și mâncat împreună cu paști (mațot) și ierburi amare (maror, hrean răzuit ori salată verde). Trebuie să aveți grijă să nu spargeți nici oasele din pui (Exod 12:46), iar niciuna din carne nu poate fi lăsată până în zori (Exodul 12:10 Exodul 23:18).
În creștinism și mesianism ajunul de Paști și ajunul de Sucot sunt puse în legătură cu ziua nașterii lui Ioan Botezătorul și a lui Ieșua Mesia denumit și Hristos. Ioan (Iohanan) este cel despre care Ieșua (Iisus) spunea că vremea se împarte până la el și de la el, și anume că din zilele când Ioan boteza Împărăția lui Dumnezeu este luată cu asalt. (Matei 11:11-15)
Ca și vacanța din Praznic Sucot, zilele intermediare de Paști sunt cunoscute sub numele de Chol HaMoed (zilele săptămânii de festival) și au un statut semi-festiv. Este o perioadă pentru ieșirile în familie și prânzurile de picnic cu mețot (paști), ouă tari, fructe și legume, precum și delicatese de Paști, cum ar fi macaroane și bomboane de casă.
Șâvi'i șel Pesach (שביעי של פסח) („a VII-a [zi] de Festival Paști”) este o altă sărbătoare evreiască, cu servicii speciale de rugăciune și mese festive. În diaspora evreiască, Șâvi'i șel Pesach este sărbătorită atât în ziua a VII-a cât și în cea de-a VIII-a de Festival Paști. Această sărbătoare comemorează ziua în care evreii au ajuns la Marea Roșie și au fost martori atât la „Despărțirea Apelor” (Trecerea Mării Roșii), înecarea tuturor căruțelor, cailor și oștirii egiptene care i-au urmărit. Conform Midraș, numai Faraonul a fost cruțat, pentru a da mărturie despre minunea care a avut loc.
| Citirea Bibliei de Mațot                                                                                              |                                     | | |
| Ziua: | Tora:                               | Haftara: | Brit Hadașa: |
| Erev Mațot (Ajun): Există obiceiul să se citească în timpul ordinii la masă numită Seder din cartea Hagada (Nararea). |                                     | | |
| Mațot 1 (15 Aviv sau Nisan):                                                                                          | Exo. 12:21-12:51; Num. 28:16-28:25  | Iosua 5:2-6:1; Ezec. 37:1-37:14; | Luca 22:7-22:20; Ioan 1:29-31; Corinteni 15:20-15:28; Se interzice orice muncă în prima și ultima zi a festivalului idem ca în sabatul săptămânal. |
| Mațot 2 (16 Aviv sau Nisan):                                                                                          | Lev. 22:26-23:44; Num. 28:16-28:25  | Cade de mâine de Sabat (MeHorot heȘabat): 2 Regi 23:1-9; 21:25; (de Prim Omer Secerat) În 5781 sau 2021 se mută o zi din cauza cadenței a 15 Nisan sau Aviv. Ezec. 38:18-39:16; | Dacă cade de mâine de Sabat (MeHorot heȘabat): Corinteni 15:20-15:23; (de Prin Ridicat din Casă Mortuară)                                          |
| Mațot 3 (17 Aviv sau Nisan):                                                                                          | Num. 28:12-28:25 Exod 13:1-13:16;   | Cântarea Cântărilor (cartea). | |
| Mațot 4 (18 Aviv sau Nisan):                                                                                          | Exo. 22:24-23:19; Num. 28:19-28:25  | | Apocalipsa 15:1-15:4 |
| Mețot 5 (19 Aviv sau Nisan):                                                                                          | Exo. 33:12-34:26; Num. 28:19-28:25  | | |
| Mețot 6 (20 Aviv sau Nisan):                                                                                          | Num. 9:1-9:14 Num. 28:19-28:25 ]    | Ezec. 38:18-39:16; | |
| Mețot 7 (21 Aviv sau Nisan):                                                                                          | Exo. 13:17-15:26; Num. 28:19-28:25  | 2 Samuel 22:1-22:51; Cântarea Cântărilor (cartea). | Apocalipsa 15:1-15:4; |
| Mețot 8 (22 Aviv sau Nisan): (sabat: sâmbăta)                                                                         | Deut. 14:22-16:17; Num. 28:19-28:25 | Isaia 10:32-12:6 | |

## Ḥag Mațot

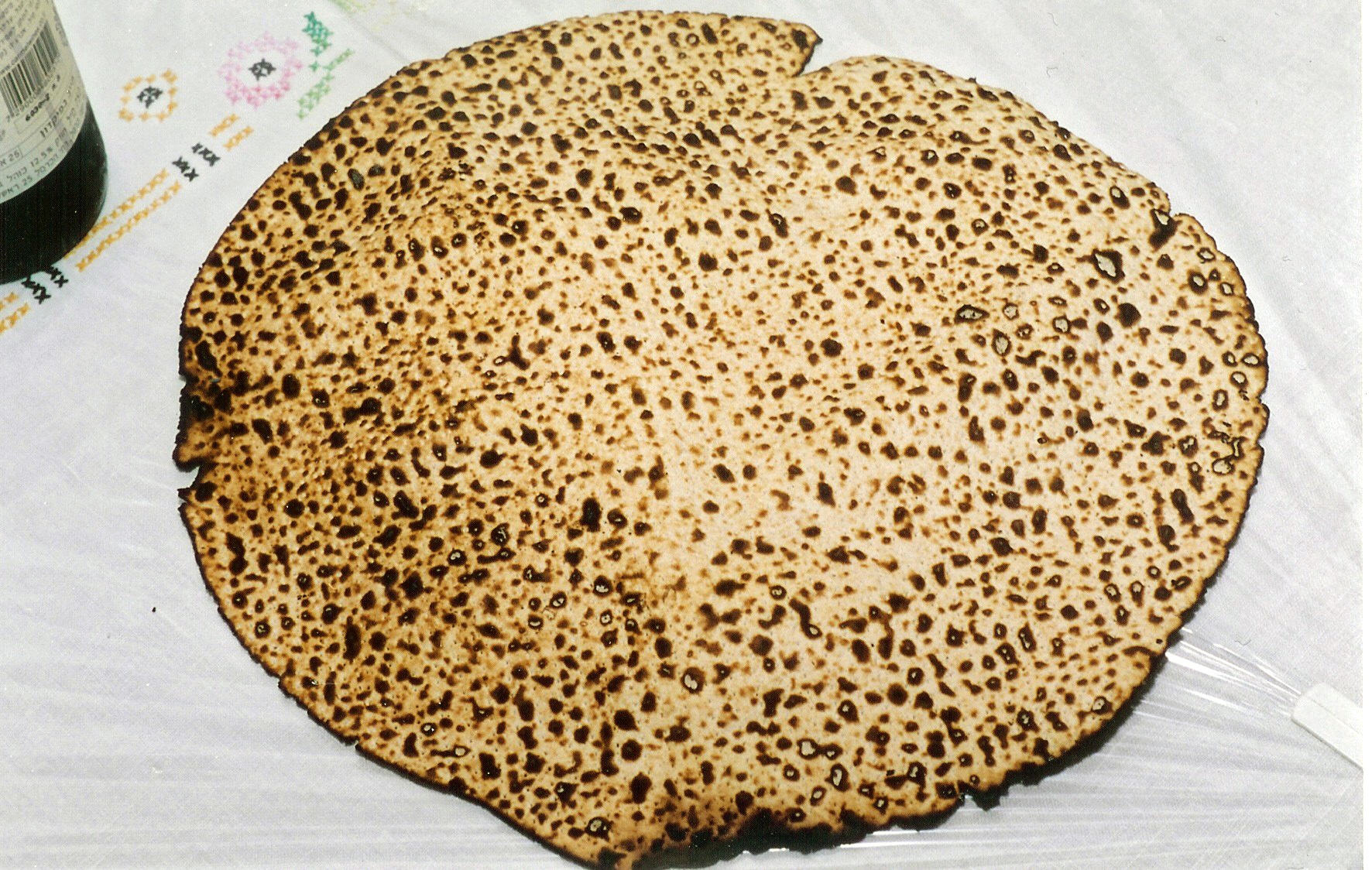
Mațah, pită fără ferment utilizată la comemorarea nopții trecerii Domnului peste casele evreilor în Egipt, la ordinea de la masă numită Sederul de Pesaḥ.

Ḥag HeMațot (din limba arameică: Praznicul Paștilor sau din limba greacă: Sărbătoarea Pâinilor Azime - fără zeamă) este un nume dat la șapte zile de praznic ori festival după Pesaḥ. Conform cu Tora este interzis ingerarea de Ḥameț pe durata acestor zile.
Domnul a zis lui Moise și lui Aaron în țara Egipt: "Șapte zile, paști [mațot] veți mânca; doar  în ziua dintâi veți scoate aluatul din casele voastre: căci oricine va mânca dospit [ḥameț], va fi tăiat din Israel, din ziua întâi până în ziua a șaptea. Timp de șapte zile, să nu se găsească [seor] (ferment) în casele voastre; căci oricine va mânca dospit, va fi nimicit din Adunarea Israel, și străin, și băștinaș pământului. Orice dospit nu mâncați, în orice locuințe voastre, să mâncați mețot [paști].” 

### Iudaice

#### În General
- en  Pesach pe Internet[nefuncțională]
- DEX online: Paști

### Mesianism
- en  Programarea Citirii Parașah
- en  Citirea Torei de Paști
- en  Citirea Torei Această Săptămână